# Wilchiwci (obwód chmielnicki)
Wilchiwci (ukr. Вільхівці; pol. hist. Olchowiec) – wieś na Ukrainie, w obwodzie chmielnickim, w rejonie kamienieckim, w hromadzie Zakupne.
Znajduje się tu przystanek kolejowy Wilchiwci, położony na linii Jarmolińce – Husiatyn.

## Historia
W XIX i w początkach XX w. Olchowiec położony był w Rosji, w guberni podolskiej, w powiecie kamienieckim, przy granicy z Austro-Węgrami. Był wówczas siedzibą zarządu gminy Olchowiec.
Po I wojnie światowej pod administracją polską, w Zarządzie Cywilnym Ziem Wołynia i Frontu Podolskiego, w okręgu podolskim, w powiecie kamienieckim.
W wyniku postanowień traktatu ryskiego znalazł się w granicach Związku Sowieckiego. W okresie międzywojennym położony był przy granicy z Polską. Od 1991 w niepodległej Ukrainie.
W 2001 wieś liczyła 1505 mieszkańców, spośród których 1495 wskazało jako ojczysty język ukraiński, a 10 rosyjski.